# Mezquita de Jarque (kommunhuvudort)
Mezquita de Jarque är en kommunhuvudort i Spanien.   Den ligger i provinsen Provincia de Teruel och regionen Aragonien, i den östra delen av landet, 240 km öster om huvudstaden Madrid. Mezquita de Jarque ligger 1 255 meter över havet och antalet invånare är 118.
Terrängen runt Mezquita de Jarque är huvudsakligen kuperad, men den allra närmaste omgivningen är platt. Runt Mezquita de Jarque är det mycket glesbefolkat, med 2 invånare per kvadratkilometer. Närmaste större samhälle är Escucha, 9,5 km nordost om Mezquita de Jarque. Omgivningarna runt Mezquita de Jarque är i huvudsak ett öppet busklandskap.